# Lumley Castle

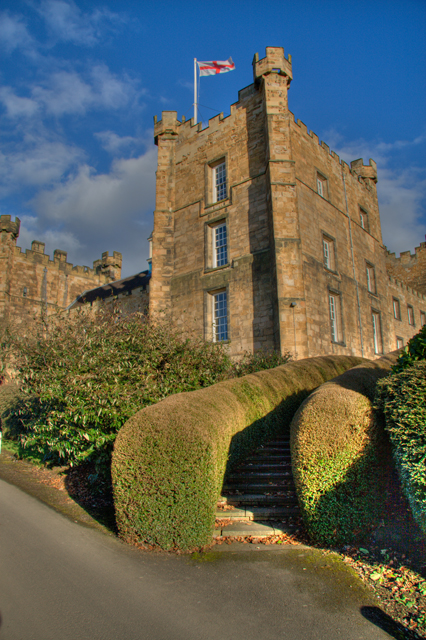
Lumley Castle

Lumley Castle ist eine Kastellburg in Chester-le-Street in der Nähe der Stadt Durham in der englischen Grafschaft County Durham. Das Anwesen gehört dem Earl of Scarbrough. Die Burg wurde von English Heritage als historisches Gebäude I. Grades gelistet.

## Geschichte

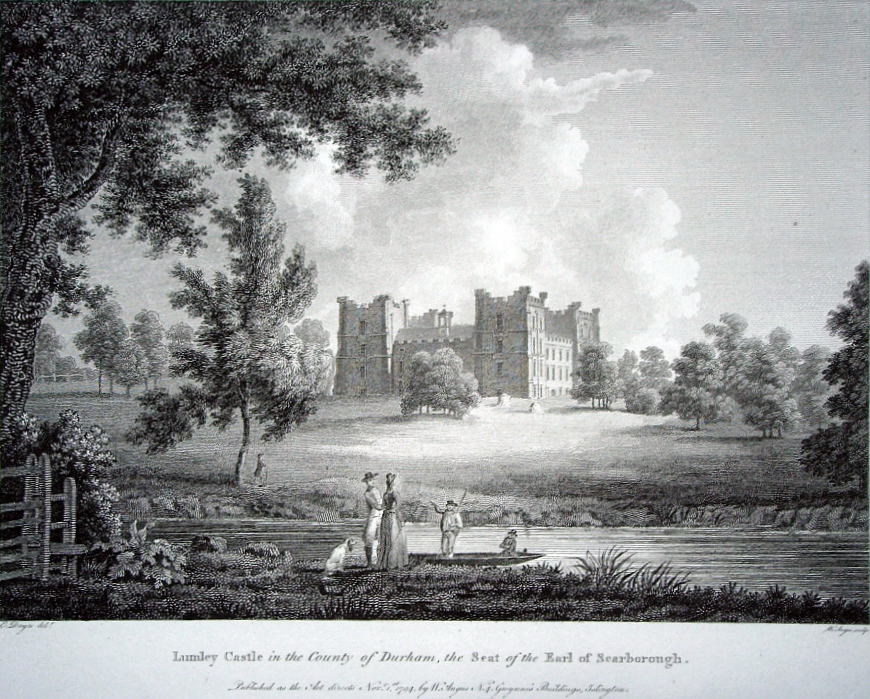
Lumley Castle auf einem Kupferstich aus dem 18. Jahrhundert

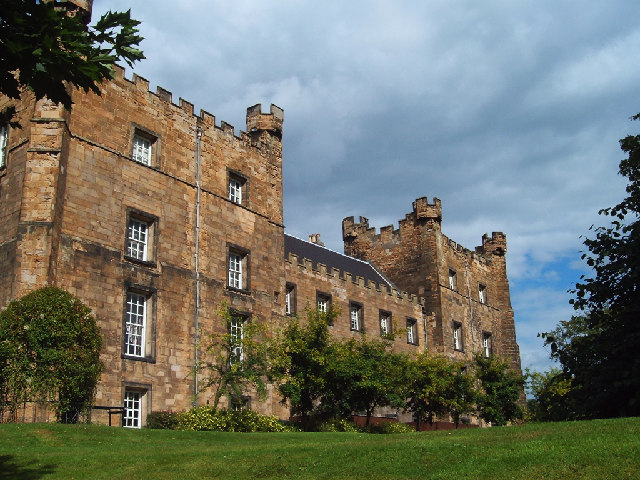
Lumley Castle 2005

Die Burg ist nach ihrem ursprünglichen Erbauer, Ralph Lumley, benannt, der 1389 das Herrenhaus seiner Familie in eine Burg umbauen ließ, nachdem er von den Kriegen in Schottland zurückgekehrt war. Nachdem er aber in eine Verschwörung zum Sturz von Heinrich IV. verwickelt war, wurde er eingesperrt und schließlich hingerichtet, wonach seine Ländereien dem Earl of Somerset überlassen wurden. 1421 ging das Eigentum an der Burg wieder auf Sir Ralph Lumleys Enkel Thomas über.
Im 19. Jahrhundert wurde die Burg die Residenz des Bischofs von Durham, nachdem Bischof William van Mildert seine Residenz Durham Castle der neu gegründeten University of Durham überlassen hatte. Die Burg wurde so zum Internat für das University College Durham. Die „Castlemen“, wie die Studenten des University College genannt werden, verbrachten ihr erstes Jahr in Lumley Castle und die folgenden Jahre in Durham Castle. In den 1960er-Jahren wurde Lumley Castle verkauft, um vom Erlös den Bau der „Moatside“-Internats im Stadtzentrum von Durham zu finanzieren, sodass alle Studenten auf demselben Campus wohnen konnten. Der Rolle von Lumley Castle in der Geschichte des University College wird von den Studenten auch heute noch mit dem alle zwei Jahre veranstalteten „Lumley Run“ gedacht.
Die Burg war der historische Familiensitz der Earls of Scarbrough.

## Heute
Im Jahre 1976 wurde die Verwaltung der Burg an No Ordinary Hotels übertragen, die sie in das heutige 73-Betten-Hotel umbauten, wobei es weiterhin in Besitz von Lord Scarbrough verblieb. Seit 1955 dient es auch als pittoresker Hintergrund für den Emirates Durham International Cricket Ground des Durham County Cricket Club, wo häufig andere Cricketteams zu Gast sind.

## Geister
Die Burg soll einer der am meisten von Geistern heimgesuchten Orte in County Durham sein. Eine der Geschichten erzählt von einer Frau namens Lily Lumley, die Ralph Lumley heiratete. Tatsächlich war der besagte Ralph Lumley (ca. 1360–Januar 1400) mit Eleanor Neville verheiratet. In der Sage namens The Lily of Lumley hatte er aber vor dieser Ehe schon eine Gattin. Sie soll von zwei Geistlichen in einen Brunnen geworfen worden sein, weil sie sich weigerte, die katholische Konfession anzunehmen. Die Priester sollen dann Ralph Lumley erzählt haben, seine Frau hätte ihn verlassen, um Nonne zu werden. Ihr Geist soll aus dem Brunnen kommen und die Burg heimsuchen. Die im Mittelalter entstandene Sage basierte auf einer Legende einer Frau von Lumley, die ermordet wurde. Diese Frau ist in der Familienchronik nicht erwähnt. Dennoch berichten Cricketspieler, die 2000 und 2005 zu Gast waren, von paranormalen Aktivitäten. Verschiedene Mitglieder des australischen Cricketteams von 2005 betonten den starken Einfluss, den diese Geschichte auf sie hatte.